# Lampronia
Lampronia  (лат.) — род чешуекрылых насекомых из семейства продоксид.

## Описание
Сложные глаза небольшие. Эпикраниальный шов отсутствует Челюстные щупики четырёхчлениковые. Хоботок короче челюстных щупиков.

## Систематика
В составе рода:
- Lampronia aeneella (Heinemann, 1870)
- Lampronia aeripennella (Rebel, 1889)
- Lampronia altaica Zagulajev, 1992
- Lampronia argillella (Zeller, 1851)
- Lampronia capitella (Clerck, 1759)
- Lampronia corticella (Linnaeus, 1758)
- Lampronia flavimitrella (Hübner, 1817)
- Lampronia fuscatella (Tengström, 1848)
- Lampronia intermediella (Heinemann, 1870)
- Lampronia luzella (Hübner, 1817)
- Lampronia morosa Zeller, 1852
- Lampronia provectella (Heyden, 1865)
- Lampronia psychidella (Millière, 1854)
- Lampronia pubicornis (Haworth, 1828)
- Lampronia redimitella (Lienig & Zeller, 1846)
- Lampronia rupella (Denis & Schiffermüller, 1775)
- Lampronia splendidella (Heinemann, 1870)
- Lampronia standfussiella Zeller, 1852
- Lampronia stangei Rebel, 1903